# Barraca de Cal Miravent
La Barraca de Cal Miravent és una barraca de vinya de Calafell (Baix Penedès) protegida com a Bé Cultural d'Interès Local.

## Descripció
Es tracta d'una edificació d'ús agrícola de planta ovalada, amb un sol espai interior. La porta, amb un arc lleugerament apuntat fet amb lloses de cantell, és situada al costat sud. La maçoneria de la part superior dels murs exteriors està rejuntada amb morter de ciment. La cara exterior de la coberta és recoberta amb una capa de terra, però no té lliris plantats. La barraca és tancada amb una porta de fusta pintada de color blanc. Al costat oest hi ha una estructura adossada de planta rectangular, també de pedra seca, com un marge.